# Aysel Teymurzadə

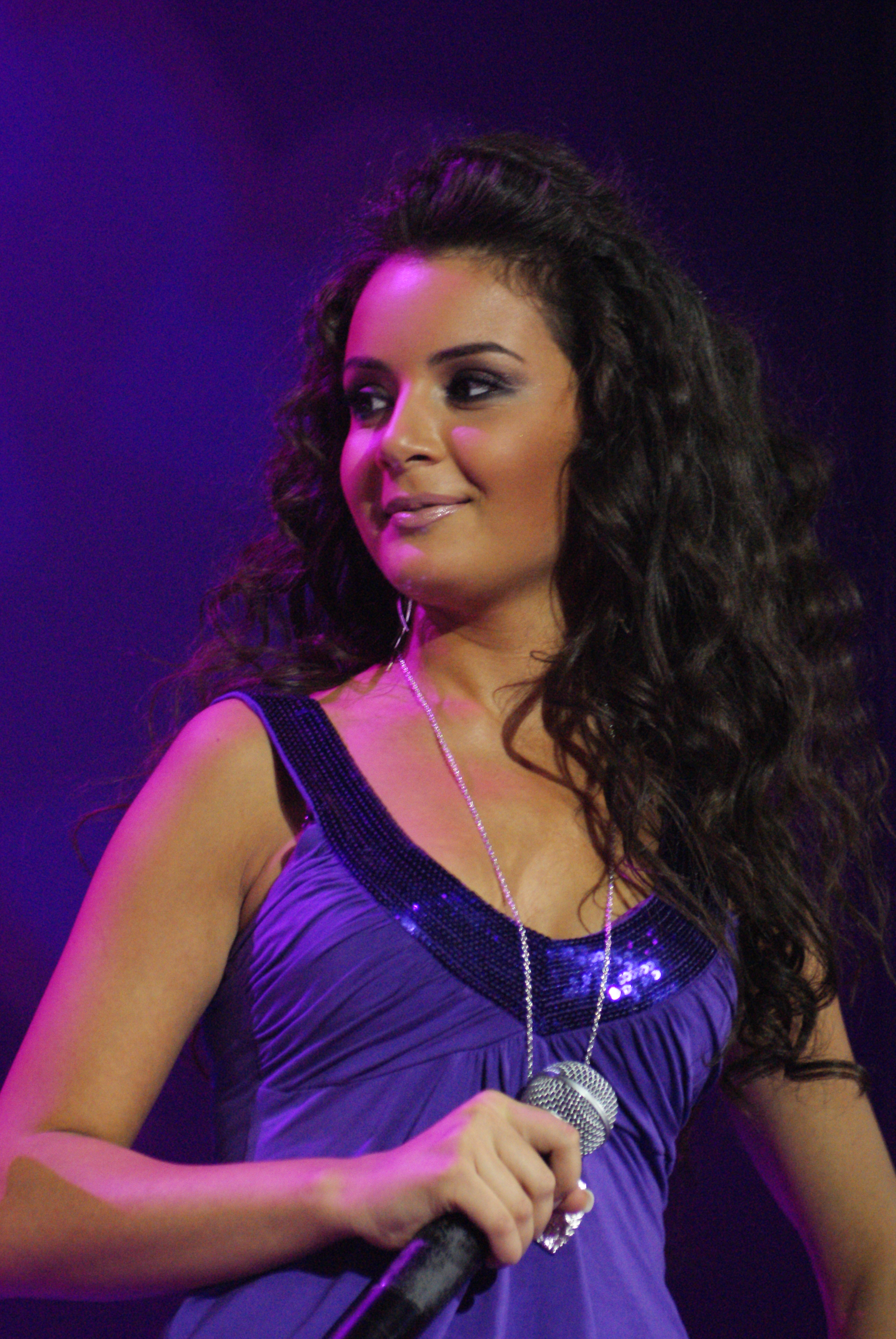
AySel en una actuación en 2009.

Aysel Teymurzadə (en azerí: Aysel Məhəmməd qızı Teymurzadə; nacida el 25 de abril de 1989, en Bakú, Azerbaiyán) es una cantante de R&B. Fue seleccionada internamente por la cadena Ictimai para representar a Azerbaiyán en el Festival de la Canción de Eurovisión 2009 junto a Arash en Moscú, Rusia. Aysel fue la primera mujer en representar a Azerbaiyán en Eurovisión en el año 2009 junto a Arash con la canción "Always". 
La cantante es la más joven de las tres hijas de una periodista y profesor universitario. Se graduó del Intellect Lyceum de Bakú y asistió a la Escuela Secundaria de Texas. En 2005, participó en el concurso nacional de canción Yeni Ulduz 4. Teymurzadə está especializada en Relaciones Internacionales de la Universidad de Idiomas de Azerbaiyán.

## Biografía
Aysel es la más joven de tres hijas de profesores universitarios. Su abuela por parte de madre era mitad ucraniana, mitad rusa. Su padre es azerbaiyano.
Aysel fue al prestigioso Liceo Intellect en Bakú, Azerbaiyán. A los cinco años comenzó a tomar clases de ballet junto a sus clases de gimnasia. Después, Aysel se matriculó en la Escuela de Arte como estudiante, donde participó en exposiciones de la ciudad, y sus pinturas tuvieron un relativo éxito entre los admiradores del arte infantil. Aysel comenzó a estudiar alemán y español por ella misma, además de inglés. A los catorce años, aprendió activamente bailes y coreografías, en su mayoría danzas latinoamericanas.
Aysel comenzó a tomar parte en competiciones de cantantes nacionales a una edad temprana. En 2001, ganó el prestigioso concurso de Azerbaiyán llamado Рohre. A los trece años, entró en una escuela de música de Bakú donde aprendió a tocar el piano y cantar en el coro. El piano era la pasión de Aysel desde la infancia y sus padres todavía mantienen un piano del siglo XVIII en casa.
En 2004, Aysel fue a estudiar a Estados Unidos durante un año como estudiante del programa de intercambio FLEX. Pocos días después de su llegada a los Estados Unidos, se inscribió en el coro local actuando como solista y empezó a entrenar para las competiciones de los jóvenes cantantes. Mientras estuvo en los Estados Unidos, Aysel ganó tres medallas de oro en concursos celebrados en la Universidad de Southern Arkansas y en la Universidad de Texas en Austin.

## Carrera profesional
De regreso a Bakú, Aysel participó en el proyecto de televisión Yeni Ulduz 4 ("New Star 4") en la que va directamente a la final. Cuando el proyecto finalizó en 2006, Aysel se matriculó en el departamento de Relaciones Internacionales de la Universidad de Lenguas Extranjeras de Azerbaiyán. Terminó la universidad con las más altas calificaciones.

### Eurovisión
Posteriormente ganó la selección nacional de Eurovisión entre los muchos participantes en 2009 y fue seleccionado para representar a Azerbaiyán en Eurovisión 2009 en Moscú. Aysel se convirtió en la primera cantante femenina en representar al país en el Festival de Eurovisión, y solo el segundo acto en hacerlo.
El 16 de mayo de 2009, Aysel Teymurzadə y Arash terminaron terceros con 207 puntos con la canción "Always", entre los 25 artistas que se clasificaron para la final de Eurovisión. Fue uno de los mayores éxitos de Azerbaiyán, y Aysel se convirtió en una gran estrella no solo en su país sino en muchos países europeos. Aysel fue felicitada personalmente por el Presidente de Azerbaiyán, Ilham Aliyev, y la primera dama, Mehriban Aliyeva por el éxito de su actuación en el Festival de Eurovisión.

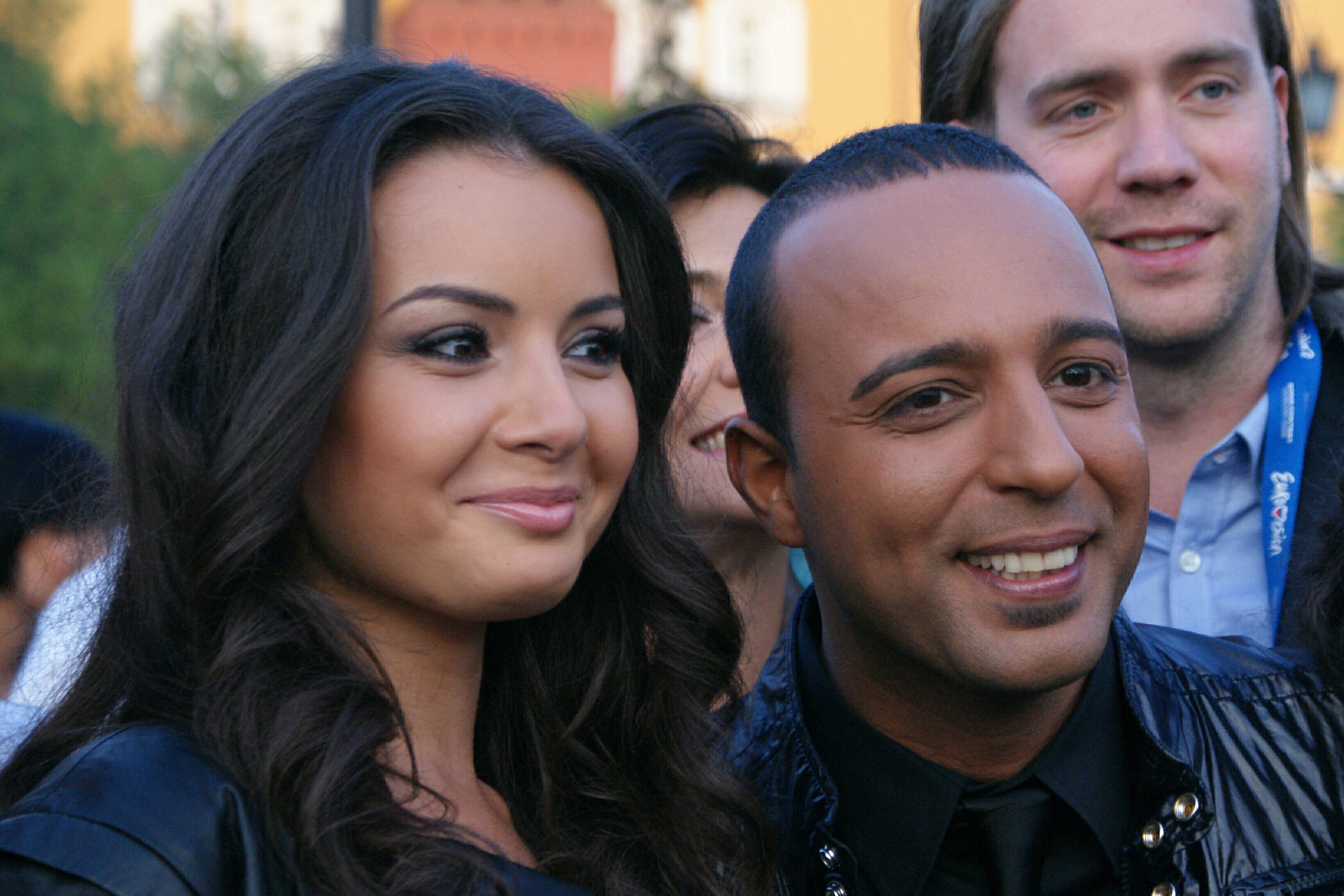
AySel junto a Arash en Moscú durante Eurovisión 2009.

Aysel junto a Arash se convirtieron en el ganador de la cuarta Entrega Anual de Premios de Radio CES en la categoría de Mejor Grupo.

### Post Eurovisión
Tras Eurovisión, el 28 de mayo de ese mismo año, anunció Teymurzadeh que iría a una gira europea con Arash, a países como Suecia, Grecia y Rusia. A su regreso, anunció que junto a Arash y su equipo se encuentra trabajando en un álbum que será lanzado por Sony BMG y Warner Music. La fecha de lanzamiento es, aún hoy, desconocida.
Aysel participó en una campaña publicitaria de televisión de yogures Danone, que fue transmitido por los canales de Azerbaiyán y Georgia.
En 2012, Aysel Teymurzadə estaba entre los cinco músicos procedentes de Azerbaiyán elegidos como jurado en la selección nacional danesa de concursantes para Eurovisión 2012.
En mayo de 2012, Teymurzadeh se comprometió con Murad Adigozalov, de 39 años, director de la Sociedad Filarmónica Estatal de Azerbaiyán y divorciado padre de dos hijos. Según algunas fuentes, su plan después del matrimonio es dejar el gran escenario y actuar solo en actos oficiales.

## Discografía

### Sencillos
- "Always" (2009)
- "Fallin'" (2010)[13]
- "Azerbaijan" (2010)[14]
- "Yanaram" (Versión en lengua Azerí de "Fallin'") (2010)
- "Don't Let the Morning Come" (2010)
- "San" (2010)[15]
- "Tonight" (2011)